# Миличевич, Хрвое
Хрвое Миличевич (хорв. Hrvoje Miličević; род. 20 апреля 1993, Мостар, Герцеговино-Неретвенский кантон) — боснийско-хорватский футболист, полузащитник кипрского клуба «АЕК Ларнака».

## Карьера
Футбольную карьеру начал в 2010 году в составе клуба «Зриньски». В 2014 году стал игроком итальянского клуба «Пескара». В 2015 году на правах аренды перешёл в клуб «Терамо», за который провёл 3 матча.
В начале 2018 года перешёл в казахстанский клуб «Актобе». В начале 2020 года подписал контракт с «Сараево».

## Клубная статистика
| Игровая карьера | Игровая карьера | Игровая карьера | Лига | Лига | Кубок | Кубок | Межд. | Межд. | Др. | Др. |
| --------------- | --------------- | --------------- | ---- | ---- | ----- | ----- | ----- | ----- | --- | --- |
| 2018            | Актобе          | А               | 31   | 2    | 1     | 0     | —     | —     | —   | —   |
| 2019            | Актобе          | А               | 8    | 1    | 1     | 1     | —     | —     | —   | —   |